# Viatcheslav Starchinov
Temple de la renommée de l'IIHF : 2007
Temple de la renommée russe : 2004
Viatcheslav Ivanovitch Starchinov (né le 6 mai 1940 à Moscou en URSS) est un joueur professionnel russe de hockey sur glace. Il a été admis au Temple de la renommée de la Fédération internationale de hockey sur glace en 2007.

## Carrière en club

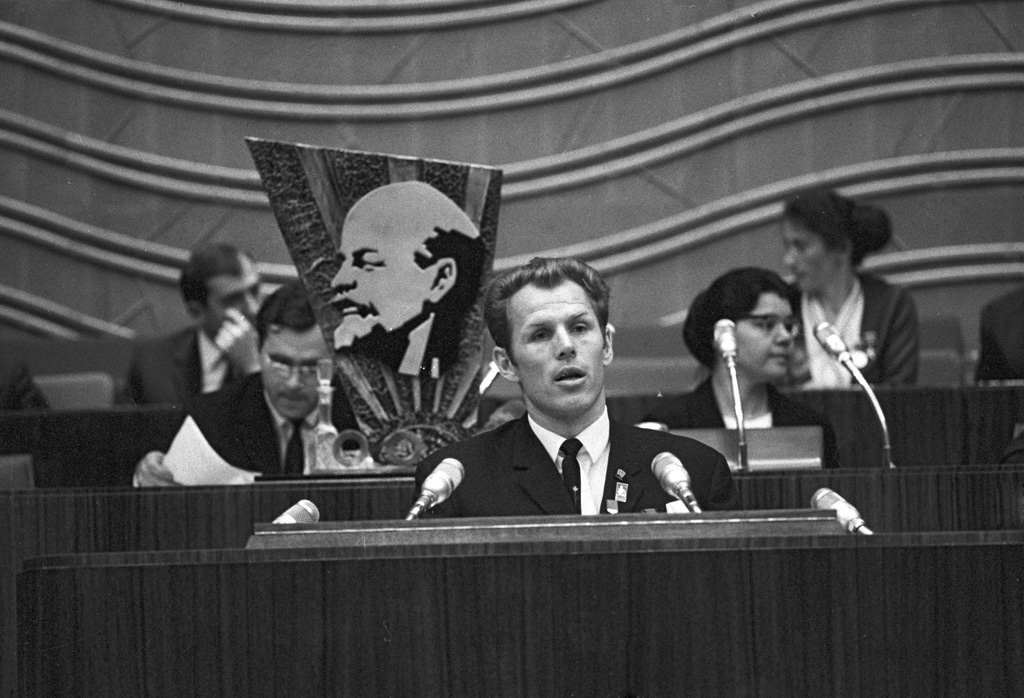
Viatcheslav Starchinov, un délégué au 16e Congrès de la Ligue des jeunes communistes (URSS), parlant au Congrès.

Il commence sa carrière professionnelle en championnat d'URSS avec le HC Spartak Moscou en 1957. Il remporte trois titres de champion avec l'équipe. En 1975, il part au Japon au New Oji Seishi Tomakomai. En 1979, il met un terme à sa carrière après une dernière saison avec le Spartak. Il termine avec un bilan de 540 matchs et 405 buts en élite russe.

## Carrière internationale
Il a représenté l'URSS à 182 reprises (149 buts) sur une période de 13 ans de 1960 à 1972. L'équipe a remporté les Jeux olympiques en 1964 et 1968. Il a participé à dix éditions des championnats du monde pour un bilan de neuf médailles d'or et une de bronze.

## Trophées et honneurs personnels
Championnat du monde
- 1963, 1966 : termine meilleur buteur.
- 1965 : élu meilleur attaquant.

URSS
- 1968 : meilleur pointeur.
- 1967, 1968 : meilleur buteur.
- 1963, 1964, 1965, 1966, 1967, 1968, 1969, 1970: élu dans l'équipe type.

## Statistiques
Pour les significations des abréviations, voir Statistiques du hockey sur glace.

### En équipe nationale
| Année | Équipe | Évènement |    | PJ | B | A  | Pts | Pun                |  | Résultat |
| 1961  | URSS   | CM        | 7  | 6  | 3 | 9  | 11  | Médaille de bronze |  |          |
| 1962  | URSS   | CM        | 7  | 8  | 3 | 11 | 10  | Médaille d'or      |  |          |
| 1964  | URSS   | JO & CM   | 8  | 8  | 4 | 12 | 6   | Médaille d'or      |  |          |
| 1965  | URSS   | CM        | 7  | 6  | 2 | 8  | 12  | Médaille d'or      |  |          |
| 1966  | URSS   | CM        | 7  | 11 | 1 | 12 | 8   | Médaille d'or      |  |          |
| 1967  | URSS   | CM        | 7  | 4  | 2 | 6  | 2   | Médaille d'or      |  |          |
| 1968  | URSS   | JO & CM   | 7  | 6  | 6 | 12 | 2   | Médaille d'or      |  |          |
| 1969  | URSS   | CM        | 10 | 6  | 1 | 7  | 6   | Médaille d'or      |  |          |
| 1970  | URSS   | CM        | 9  | 5  | 3 | 8  | 6   | Médaille d'or      |  |          |
| 1971  | URSS   | CM        | 9  | 4  | 5 | 9  | 6   | Médaille d'or      |  |          |